# Hiwi al-Balkhi
Hiwi (Hayawaihi) al-Balkhi (hébreu : חיוי אל-בלכי), est un exégète sceptique et poète du IXe siècle, auteur d'une série de deux cents questions considérées comme la première critique radicale de la Bible de l'histoire. Il y réfute aussi bien les doctrines juives rabbiniques que les doctrines karaïtes qui, tout en critiquant la tradition rabbinique, reconnaissent l'autorité du Texte.

## Éléments biographiques
On ignore sa date de naissance comme celle de sa mort. On sait seulement qu'il a vécu autour de 850-875.
Natif de Balkh (actuellement en Afghanistan, mais en Perse à l'époque), il est généralement admis qu'il s'agissait d'un hérétique juif radical. Solomon Schechter, en 1901, le décrit comme un sceptique. David Kaufmann le fait remonter à la littérature polémique antijuive en pehlevi. Judah Rosenthal a quant à lui suggéré que les difficultés qu'il indique dans la Bible portent la marque des conceptions dualistes des Manichéens, et conclut qu'il aurait pu appartenir à une secte chrétienne gnostique. Ses arguments n'ont pas été suivis. Ce qui est sûr, c'est qu'Hayawayh critique la Bible ; quant à savoir quelle était sa propre doctrine, la question est insoluble en raison de notre manque de sources.
Juifs rabbiniques et Karaïtes se sont en tout cas entendus pour dénoncer Hiwi comme un hérétique : il est appelé dans la plupart des sources Hiwi Al-Kalbi (hébreu : חיוי אל-כלבי Hiwi le Canin ou le Cynique). Sa réputation auprès des théologiens juifs est comparable à celle de son contemporain Ibn al-Rawandi auprès des auteurs musulmans.

## Œuvre
Les écrits originaux de Hiwi al-Balkhi n'ont pas été conservés, peut-être en raison de la censure qui les a frappés. Saadia Gaon, qui vit environ un siècle après lui, écrit en effet avoir fait interdire des manuels élémentaires fondés sur les critiques de Hiwi et utilisés par certains maîtres d'école de Soura pour l'instruction des enfants. Il indique aussi avoir rédigé un ouvrage, aujourd'hui disparu, intitulé Kitab al-Rudd ala Hiwi al-Balkhi, consacré à la réfutation des deux cents objections soulevées par Hiwi contre l'origine divine de la Bible.
Quelques-unes de ces objections et remarques sont cependant reprises par le Kitab Al-Amanat de Saadia Gaon, qui ne cite pas leur auteur :
- pourquoi Dieu préfèrerait-Il donc vivre dans la fange humaine et non dans la pureté des anges ?
- pourquoi exige-t-Il des offrandes et des pains de proposition puisqu'Il ne les mange pas ? Et pourquoi des candélabres puisqu'Il n'a pas besoin de lumière ?

Hiwi fait encore remarquer que Dieu n'a pas tenu une promesse qu'Il avait faite sous serment et s'en prend même au dogme de l'unicité de Dieu en renvoyant à Deutéronome 32:9.
Les objections de Hiwi continuent cependant à exercer un certain pouvoir de fascination après leur réfutation par Saadia Gaon. Elles sont en effet citées par des auteurs ultérieurs dont Juda ben Barzilaï et Abraham ibn Ezra, et combattues avec vigueur. Parmi ces opinions :
- Hiwi explique le passage des Israélites à travers la Mer Rouge par le phénomène naturel de la marée basse
- La radiance du visage de Moïse (Exode 34:29) serait due à la sécheresse de sa peau à la suite d'un long jeûne.
- Hiwi se demande pourquoi la manne ne descend plus du ciel dans le désert du Sinaï comme il est dit qu'elle l'avait fait jadis (Ex. 16:13).

### Le manuscrit de la Gueniza
En 1901, Solomon Schechter publie un large fragment de la Gueniza du Caire contenant une longue série de remarques critiques qui, si elle n'est pas forcément de Hiwi, reprend en tout cas sa façon d'argumenter :
Un premier coup d'œil nous ferait croire que notre fragment est ce qui reste d'un travail polémique contenant une attaque contre le judaïsme rabbinique et due à un auteur karaïte. C'est vraiment l'impression que nous laissent les contenus de la page10 où on fait allusion aux versets 6 et 11 du chap. 5 de Zech. que les Karaïtes aimaient particulièrement appliquer (parmi d'autres des mêmes chapitres) aux deux grandes écoles rabbanites à Sura et Pumbeditha. Une telle impression, pourtant, disparaît entièrement quand nous avons parcouru la totalité du manuscrit et constaté qu'on n'y fait aucune restriction à un quelconque enseignement rabbinique particulier ou à une loi de la tradition. Ses attaques – et elles sont nombreuses et énergiques comme nous allons le voir – sont dirigées contre les Écritures, non contre leur interprétation. Nous devons donc chercher qui ou quelle secte a pu non seulement rejeter la tradition mais encore garder une attitude d'incrédulité envers la Bible elle-même. Voilà qui nous amène naturellement à Chivi Albalki que Graetz a eu raison de décrire comme le premier critique de la Bible ; il a été suivi par une grande partie de sa communauté qui a perpétué son enseignement pendant environ trois générations ou davantage.
Avant de tenter une identification, cependant, il conviendra de résumer la nature des arguments de notre auteur. À ce qu'il semble, les difficultés qu'il trouve aux Écritures viennent des considérations suivantes : (1) Le style des Écritures manque de clarté, ayant constamment besoin d'une explication, qui n'arrive pas toujours. (2) Elles manquent de cohérence dans la phraséologie et dans l'énoncé (3) Elles contiennent des détails inutiles et des répétitions. Bien sûr il s'agit plus ou moins de difficultés linguistiques ou philologiques; mais les Juifs du Moyen Âge considéraient apparemment de telles obscurités et de telles incohérences dans l'énoncé et dans l'orthographe comme incompatibles avec la nature divine d'un livre, dont on s'attend qu'il soit clair, concis et dépourvu d'ambiguïtés. D'autres considérations sont plus sérieuses : (4) Elles sont remplies de difficultés chronologiques. (5) Les différents livres qui les constituent se contredisent directement l'un l'autre ou ignorent à un endroit des lois et des cérémonies qui sont considérées ailleurs comme de la plus grande importance. (6) Leur éthique est inférieure et en aucune façon n'est compatible avec la nature morale de Dieu. En ce qui concerne les difficultés chronologiques, ces dernières sans exception ont été souvent assez discutées aussi bien par les auteurs rabbanites que les auteurs karaïtes, qui ont essayé de les résoudre avec plus ou moins de bonheur. Notre auteur, pourtant, ignore entièrement leur existence et son ton de raillerie rend probable qu'il considérait toutes ces tentatives comme une sorte de camelote apologétique. Il dit par exemple : « Il (Dieu) a fixé à 400 ans le temps pendant lequel ses enfants resteraient en esclavage, mais alors d'où viennent les trente ans qu'il a ajoutés pour que nous n'y comprenions rien ? » Ou encore : « Examinez posément les jours qu'ont vécus David, Samuel et Elie, la lettre de Jephté et les jours des Juges. Comment peut-on arriver à 480 (ans) exactement sans se tromper ni dire des sottises ?" Ou bien, quand il défie l'étudiant de lui expliquer « doucement et sans colère » la devinette chronologique d'Isaïe VII. 8, concernant « les soixante-cinq ans après lesquels Ephraim sera brisé. » Pareillement il ignore toutes les tentatives pour concilier les passages contradictoires des Écritures. Ceux-ci, comme il s'efforce de le prouver, ne concernent pas seulement de simples différences de chiffres entre les livres des Rois, les Chroniques et Jérémie, mais touchent aussi à la question plus sérieuse de la loi. « Comment se fait-il donc, demande-t-il, que les degrés de prohibition pour le mariage sont arrangés dans un ordre différent dans Lev. XX et Lev. XVIII et que, tandis que ce livre (le Lévitique) enregistre douze degrés défendus, le Deutéronome dans les malédictions (XXVII) n'en mentionne que quatre ? » Encore une fois, comment a-t-il pu se faire que « Le Tout-Puissant dans sa Torah » ait défendu de manger des « choses déchirées par les bêtes ou mortes d'elles-mêmes » et qu'il ait pourtant ordonné aux corbeaux « de nourrir Élie (avec de la viande) ? » Il se demande encore comment Esdras a pu exiger le renvoi des femmes étrangères alors que la Torah dans ce genre de cas exige seulement l'offrande d'un sacrifice expiatoire ? "Ceux de la Congrégation qui s'étaient alliés avec des Égyptiennes s'empressèrent de renvoyer toutes ces femmes avec tout ce qui était né d'elles selon l’ordre de mon Dieu. Mais où donc leur avait-on demandé dans la Torah du Seigneur de suivre des lois pareilles ? » Très intéressante est sa remarque concernant la loi qui interdit de manger des morceaux gras (חלב) ainsi que la loi positive sur la façon de sonner les trompettes au premier jour du septième mois et de respecter le jour de l'Expiation, ce dont « le Prophète du Seigneur » ne parlait pas dans le Deutéronome.
Il s'attache encore plus aux objections morales qui forment la Classe 6. C'est ainsi qu'il s’interroge : « L'Éternel a promis au Patriarche "Donc votre semence sera etc." et ce dernier a cru dans cette parole, mais il y avait de quoi se fâcher quand on ajoute : "Les enfants de votre semence seront des étrangers sur la terre de leur oppresseur" » Plus loin il conçoit l'histoire de Balaam, présente elle aussi dans le Pentateuque, comme faisant jouer à Dieu une sorte de double jeu avec ce prophète païen qui essaie contre lui-même de protéger Israël. Dans un autre passage il fait allusion au verset du Lévitique (XXVI. 18) : « je vous punirai sept fois plus pour vos péchés », et à celui d'Esaïe (XI. 2), « Elle a reçu de la main du Seigneur une double peine pour tous ses péchés », et il s'exclame : « Où donc est ta clémence, Ô Seigneur Dieu ! toi qui es clément et fais grâce ? » De même il cite le verset d'Ézéchiel dans lequel Dieu a d'abord dit au prophète, « Regarde, j'écarte de toi le désir de tes yeux » (Ézéch. xxiv. 16). La femme du prophète mourut le soir même, après quoi il fut dit au prophète « C'est ainsi qu'Ézéchiel sera un signe pour vous » (XXIV. 24) ; et notre auteur de demander en ricanant : « Si Dieu avait voulu montrer miracle sur miracle, ne l'aurait-il pas [pu] sans lui arracher cette pauvre femme par une mort soudaine ? » Et il continue alors : « Et voilà une chose merveilleuse qu'il a par deux fois ordonnée à Osée : "Va ! Prends-toi une femme de prostitution" (Osée. 2 I et III. 1). Mais en quoi des choses aussi répugnantes convenaient-elles au prophète ? » Il proteste aussi contre la façon dont Dieu a traité les maisons de Baasha et de Jéhu, qui sont censées avoir provoqué la punition du Ciel, celle-ci pour le sang répandu à Jezreel (Osée I. 4) et celle-là pour avoir exterminé la maison de Jéroboam (I Rois. XVI. 7), tandis que selon d'autres prophéties elles n'avaient fait ainsi qu'exécuter un commandement de Dieu (I Rois. XVI. 14 et 2 Rois. X. 30). Plus loin il dit encore : « Voilà qu'il demande instamment à David de faire le dénombrement des gens d'Israël et de Juda après quoi il le menace d'une des trois choses - dont la peste (2 Sam. XXIV. 1, 13 et 14), mais si David avait péché, quel mal le peuple avait-il commis ? » Cette objection est suivie d'une autre où il demande : « Les fils d'Eli étaient des fils de Bélial et ne connaissaient pas Dieu' (I Sam. II. 12) ; ils ont péché et ils sont morts, mais pourquoi 30 000 hommes d'Israël sont-ils tombés ? » (ibid. IV. 10) et il conclut cette question en disant : « Mais il y a tant (de cas) comme celui-là que je pourrais citer. »

### Source
- (en) Cet article est partiellement ou en totalité issu de l’article de Wikipédia en anglais intitulé « Hiwi al-Balkhi » (voir la liste des auteurs).